# Paranais botniensis
Paranais botniensis är en ringmaskart som beskrevs av Carlos Frankl Sperber 1948. Enligt Catalogue of Life ingår Paranais botniensis i släktet Paranais och familjen glattmaskar, men enligt Dyntaxa är tillhörigheten istället släktet Paranais och familjen Naididae. Arten är reproducerande i Sverige. Inga underarter finns listade i Catalogue of Life.